# Zoltán Ribli
Zoltán Ribli (né le 6 septembre 1951 à Mohács) est un grand maître hongrois du jeu d'échecs et triple champion de Hongrie.

## Carrière

### Champion d'Europe junior
Ribli a été champion d'Europe junior à deux reprises, en 1968-1969 (ex æquo) et 1970-1971.

### Tournois internationaux

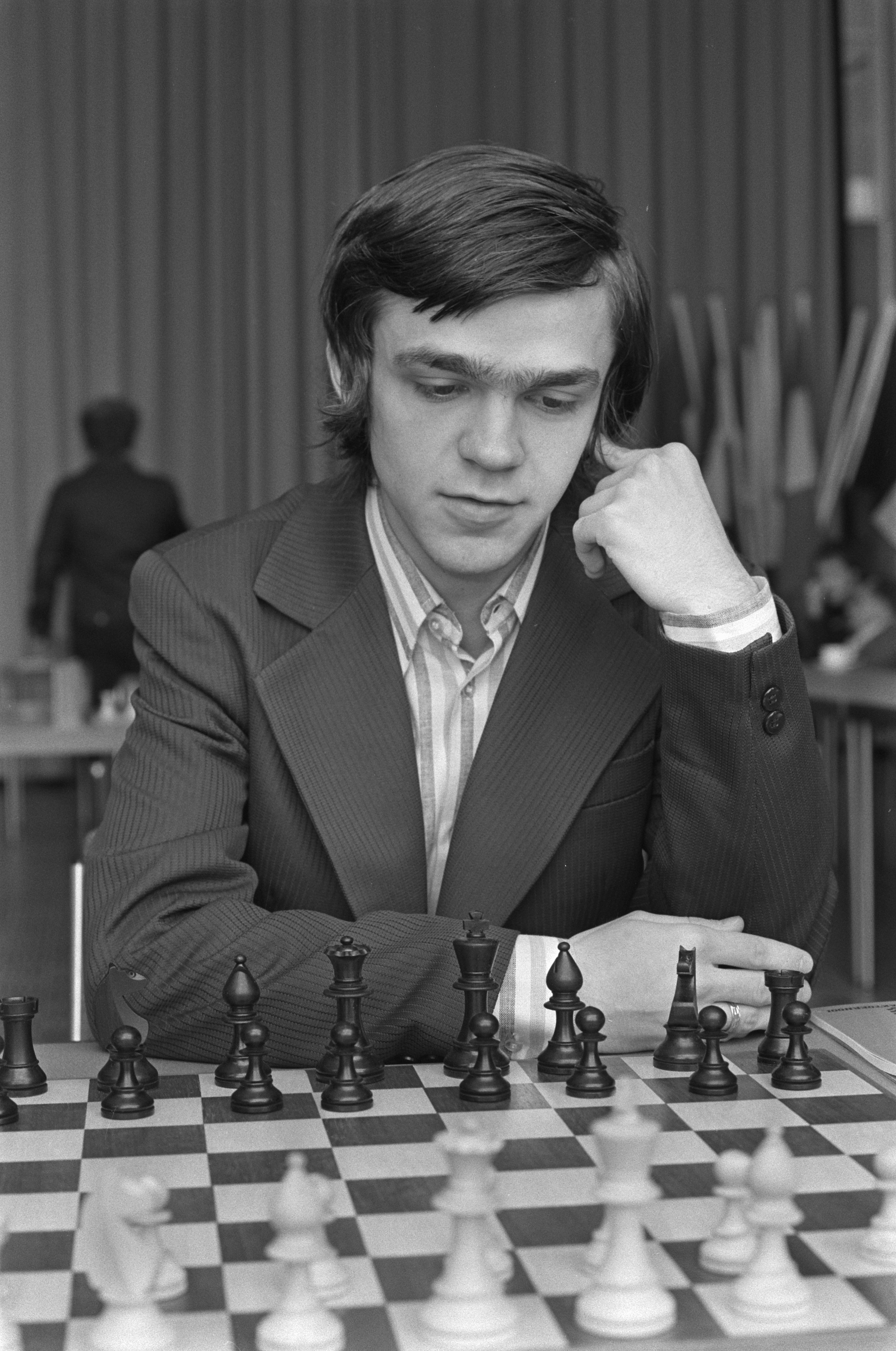
Zoltan Ribli en 1974

Ribli acquit les titres de maître international  en 1970 et de grand maître international en 1973. Il devint un compétiteur redoutable en tournoi dans les années 1970 et 1980, remportant des victoires aux tournois suivants :
- Kecskemét 1972 (avec Alekseï Souétine),
- Budapest 1975 (avec Lev Polougaïevski)
- Mexico 1980,
- Baden-Baden 1981 (avec Tony Miles),
- Las Palmas 1982 (Tournoi interzonal),
- Portorož-Ljubljana 1985 (Mémorial Milan Vidmar, ex æquo avec Tony Miles et Lajos Portisch),
- Dortmund 1986,
- Reggio Emilia 1987 ;
- le tournoi de Wijk aan Zee 1989 (avec Viswanathan Anand, Gyula Sax and Predrag Nikolic).

On peut citer aussi des deuxièmes places à :
- Amsterdam 1978 (tournoi IBM, derrière Jan Timman),
- Bled-Portorož 1979 (mémorial Milan Vidmar, à égalité avec Bent Larsen, derrière Timman),
- au Tournoi de Wijk aan Zee 1983 (derrière Ulf Andersson),
- au tournoi de Bugojno 1984 (derrière Timman) et
- au tournoi de Tilburg 1984 (avec Aleksandr Beliavski, Robert Hübner et Vladimir Toukmakov, derrière Tony Miles.

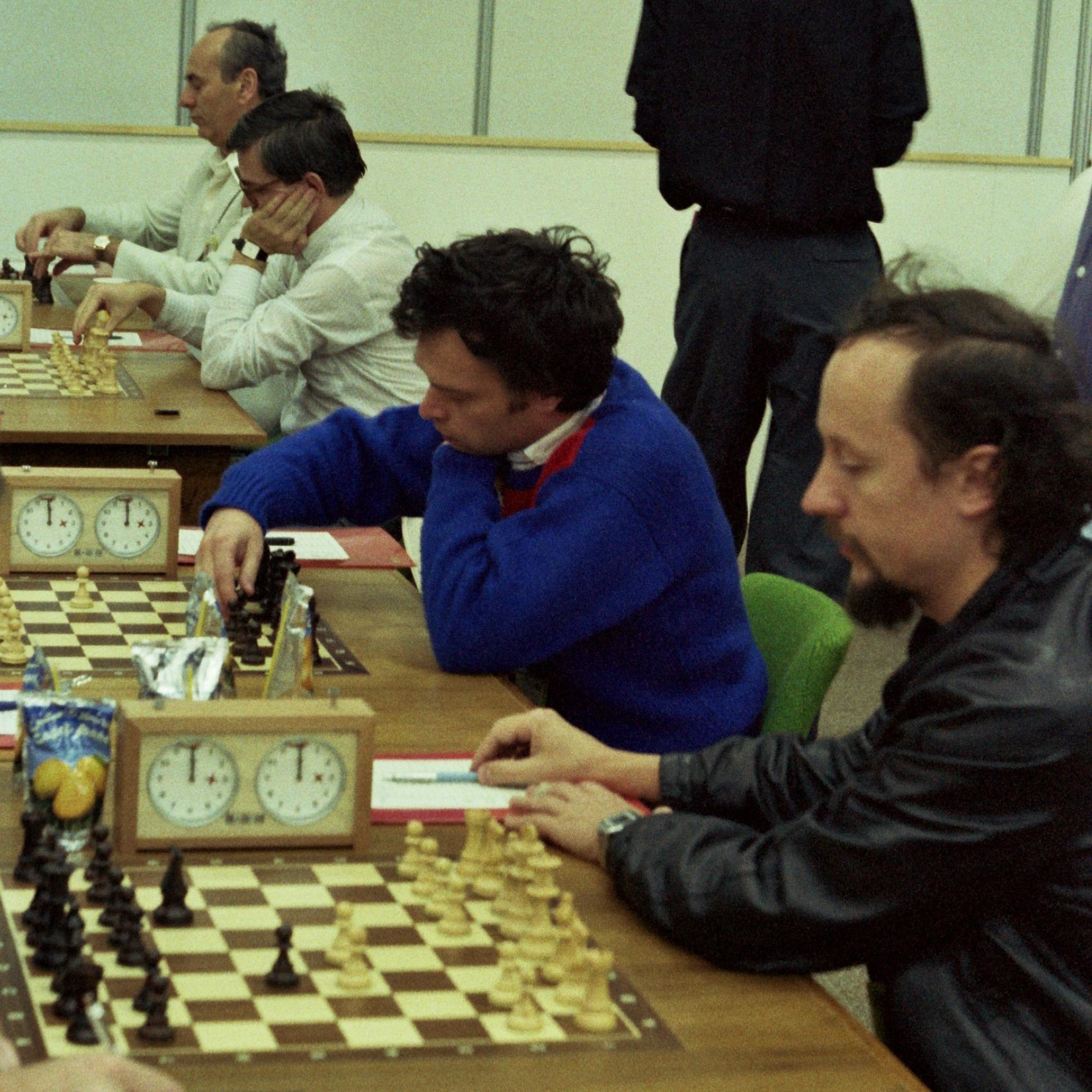
Ribli, deuxième à partir de la gauche, lors de l'olympiade de 1986

Bien qu'il fût moins actif en tournoi dans les années 1990 et 2000, Ribli a conservé un classement Elo élevé (2 581 en avril 2008) et a montré qu'il était encore capable de remporter des tournois de grands maîtres en remportant celui de l'Hôtel Opatija à Kastav (Croatie), un tournoi de catégorie VIII en 2002.

### Champion de Hongrie
En dehors des tournois réguliers, Ribli fut champion de Hongrie en 1973 (ex æquo) en 1974 et 1977 (ex æquo).

### Candidat au championnat du monde
Ribli remporta le tournoi interzonal de Las Palmas en 1982 et se qualifia pour le tournoi des candidats au championnat du monde en 1983 : vainqueur de Eugenio Torre en quart de finale et éliminé en demi-finale par Vassily Smyslov. En 1985, il participa au tournoi des candidats de Montpellier et finit à la 13e-14e place sur seize joueurs.

### Compétitions par équipe
À Londres en 1984, il participa au match de haut niveau URSS contre le reste du monde, battant son rival soviétique, Rafael Vaganian.
Membre pratiquement permanent de l'équipe hongroise aux Olympiades d'échecs entre 1970 et 1994, il est au deuxième échiquier quand la Hongrie remporte la médaille d'or en 1978 à la 23e Olympiade à Buenos Aires. Il gagne aussi la médaille d'argent par équipe en 1970 (Siegen), 1972 (Skopje)et 1980 (La Valette).

## Vie privée

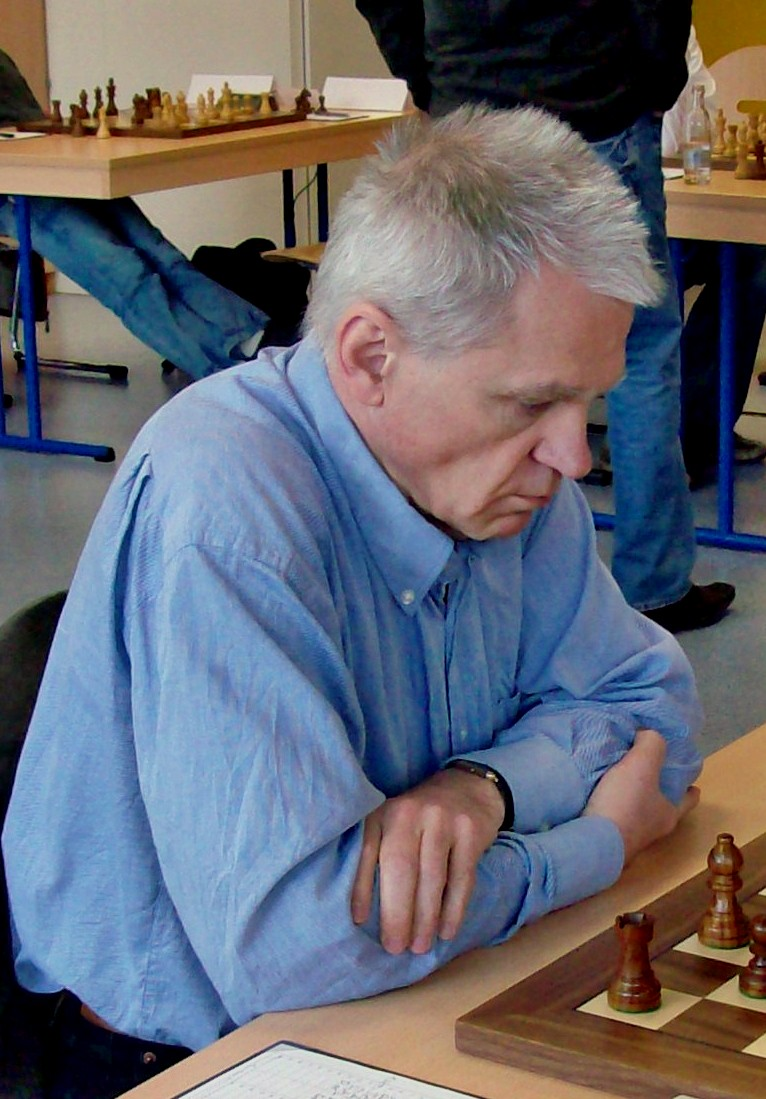
Ribli en 2009

Zoltán Ribli est marié à Maria Grosch, maître internationale féminine.

## Publications
Ribli est auteur de deux livres d'échecs avec Gabor Kallai :
- Winning with the Queen's Indian chez Batsford, 1987 ;
- Winning with the English, Batsford, 1993.

## Une partie
Zoltan Ribli-Anatoli Karpov, Amsterdam, 1980
1. d4 Cf6 2. c4 e6 3. g3 d5 4. Fg2 Fe7 5. Cf3 0-0 6. 0-0 dxc4 7. Dc2 a6 8. Dxc4 b5 9. Dc2 Fb7 10. Ff4 Cd5 11. Cc3 Cxf4 12. gxf4 Cd7 13. Tfd1 Dc8 14. Ce4 c5 15. dxc5 Cxc5 16. Cxc5 Dxc5 17. Dxc5 Fxc5 18. Tac1 Tfc8 19. Ce5 Fxg2 20. Rxg2 f6 21. Cf3 Ff8 22. e3 g6 23. b3 Fb4 24. h3 Rf8 25. Cd4 Rf7 26. a4 bxa4 27. bxa4 Fc5 28. Tc4 Fa3 29. Txc8 Txc8 30. Tb1 Tc4 31. Tb7+ Fe7 32. Ta7 e5 33. fxe5 fxe5 34. Cf3 Txa4 35. Cxe5+ Rf6 36. Cc6 Fc5 37. Txh7 Ta2 38. Rf3 a5 39. h4 a4 40. Re4! Ff8 (40...Txf2 41. Cd8! menace d'échec et mat) 41. Ta7 Fd6 42. f4 Th2 43. Ta6 Rf7 44. Ce5+ Fxe5 45. Rxe5 Rg7 46. Ta7+ Rh6 47. Txa4 Txh4 48. Rf6 Th5 49. e4 Th4 50. e5 Th5 51. e6 Tf5+ 52. Re7 Rg7 53. Rd6 Tf8 54. Ta7+ Rf6 55. Td7  1-0.